# مستلحمانيات
المستلحمانيات[بحاجة لمصدر] (الاسم العلمي: Hypocreomycetidae) هي تحت طائفة من الفطريات تتبع الطائفة المسترجسانية من شعيبة الفنجانينيات.

## رتب
- المستلحميات